# Jacob Johan Gyllenborg
| Två halvmilstolpar längs gamla Södertäljevägen med J.J. Gyllenborgs namn. |  | Två halvmilstolpar längs gamla Södertäljevägen med J.J. Gyllenborgs namn. |
| Två halvmilstolpar längs gamla Södertäljevägen med J.J. Gyllenborgs namn. |  |                                                                           |

Jacob Johan Gyllenborg, född 27 april 1721, död 3 december 1788, var en svensk greve, jurist och landshövding. Han blev lagman i Kalmar län 1750 och i Upplands län 1750 samt fick landshövdings titel 1762. Gyllenborg var landshövding i Stockholms län åren 1770-1788.

## Biografi
Jacob Johan Gyllenborg var son till riksrådet greve Johan Gyllenborg (1682-1752) och Margaretha Eleonora von Beijer, dotter till överstelöjtnanten Joachim Christian Beyer. Margareta Eleonora von Beijer var dotterdotter till Erik Dahlbergh. Hans farfar var Jakob Gyllenborg (1648-1701), före adlandet Wollimhaus, statsman och vitterhetsidkare samt riksdagsledamot, lantmarskalk, kungligt råd och landshövding i Uppland åren 1689–1695. Hans farbröder var Olof Gyllenborg (1676-1737), ämbetsman och poet, Carl Gyllenborg (1679-1746), ämbetsman, diplomat, politiker och författare, och Fredrik Gyllenborg (1698-1759), president och politiker. Han var äldre bror till Gustaf Fredrik Gyllenborg (1731-1808), som var författare och ledamot av Svenska akademien. Han var kusin till statsmannen Henning Adolf Gyllenborg (1713-1775).
Jacob Johan Gyllenborg gifte sig med Antoinette Virginia Gyllenborg, dotter till riksrådet greve Henning Adolf Gyllenborg och hans första hustru Maria Sofia Stierncrona (1716-1749), dotter till friherre Gabriel Stierncrona (1669-1723) och hans hustru Antoinetta Maria Amya (1680-1721).
Jacob Johan Gyllenborg blev extra kanslist i justitierevisionen 13 december 1738, auskultant i Svea hovrätt i december 1740, kopist i justitierevisionien 28 maj 1742, kanslist 21 juni samma år och aktuarie i Riksarkivet 14 februari 1747 och sekreterare 19 december samma år. Han utnämndes till lagman i Kalmar läns och Ölands lagsaga 21 november 1750 och i Upplands och Stockholms läns lagsaga 19 april 1760. Han var fullmäktig i riksens ständers manufakturkontor från 1750-talet till 1762 och var ledamot av Tullarrendesocieteten fram till 1765 och erhöll avsked 29 juni 1762.
Gyllenborg fick landshövdings "namn, heder och värdighet" 29 juni 1762. Han blev riddare av Nordstjärneorden 23 november 1767 och kommendör av samma orden 30 november 1772.